# Zapasy na Światowych Igrzyskach Sportów Walki 2010
Zawody zapaśnicze rozgrywane w ramach Światowych Igrzysk Sportów Walki (World Combat Games) w 2010 odbyły się w dniach 1-2 września w Pekinie na Stadionie Narodowym.

## Tabela medalowa
Gospodarz zawodów został zaznaczony kolorem.
| Miejsce | Kraj              | Złoto | Srebro | Brąz | Razem |
| 1.      | Polska            | 2     | 2      | 1    | 5     |
| 2.      | Chiny             | 2     | 0      | 2    | 4     |
| 3.      | Kanada            | 2     | 0      | 1    | 3     |
| 4.      | Rosja             | 2     | 0      | 0    | 2     |
| 5.      | Ukraina           | 1     | 2      | 3    | 6     |
| 6.      | Francja           | 1     | 1      | 1    | 3     |
| 7.      | Łotwa             | 1     | 0      | 0    | 1     |
| .       | Azerbejdżan       | 1     | 0      | 0    | 1     |
| 9.      | Stany Zjednoczone | 0     | 2      | 1    | 3     |
| 10.     | Japonia           | 0     | 2      | 0    | 2     |
| 11.     | Hiszpania         | 0     | 1      | 0    | 1     |
| .       | Białoruś          | 0     | 1      | 0    | 1     |
| .       | Wielka Brytania   | 0     | 1      | 0    | 1     |
| 14.     | Iran              | 0     | 0      | 1    | 1     |
| .       | Włochy            | 0     | 0      | 1    | 1     |
| .       | Kazachstan        | 0     | 0      | 1    | 1     |
| Razem   | Razem             | 12    | 12     | 12   | 36    |

## Zawody mężczyzn
| Kat. wagowa      |                     |                       |                         |
| ---------------- | ------------------- | --------------------- | ----------------------- |
| Belt 96 kg       | Viktors Reško       | Kostiantyn Koptiev    | Abdolvahed Mohammadi    |
| Grappling 70 kg  | Maciej Polok        | Matthieu Husson       | Tom LeCuyer             |
| Grappling 80 kg  | David Pierre-Louis  | Krzysztof Łukaszewicz | Sergii Sergiienko       |
| Grappling 90 kg  | Zbigniew Tyszka     | Jose Ródenas          | Jose Ródenas            |
| Pankration 70 kg | Oleksandr Vysotskyi | Mykhailo Lasiuchenko  | Zhumageldy Zhetpisbayev |
| Pankration 80 kg | Andriej Korieszkow  | Jon Friedland         | Vasyl Novikov           |
| Pankration 90 kg | Mayindur Magomedov  | Yauheni Aliantsevich  | Sergii Guziev           |

## Zawody kobiet
| Kat. wagowa      |                     |                    |                |
| ---------------- | ------------------- | ------------------ | -------------- |
| Styl wolny 48 kg | Sun Yanan           | Yana Rattigan      | Anna Łukasiak  |
| Styl wolny 55 kg | Brittanee Laverdure | Chikako Matsukawa  | Liu Gui        |
| Styl wolny 63 kg | Oļesja Zamula       | Amberle Montgomery | Yang Panpan    |
| Styl wolny 72 kg | Qin Xiaoqing        | Hiroe Suzuki       | Leah Callahan  |
| Grappling 60 kg  | Sheila Bird         | Irena Preiss       | Océane Talvard |